# September-Perseiden
Die September-Perseiden sind ein jährlich im September aktiver Meteorstrom. Mit einer Zenithal Hourly Rate von gewöhnlich acht Meteoren pro Stunde sind die September-Perseiden sehr viel schwächer als die im August aktiven Perseiden. Am 9. September 2008 wurde eine deutlich höhere Meteoraktivität registriert, wobei neben einer Vielzahl von Sternschnuppen auch helle Feuerkugeln beobachtet wurden.
Der Radiant befindet sich im südlichen Teil des Sternbildes Perseus.
Die September-Perseiden wurden über viele Jahre gemeinsam mit den Delta-Aurigiden als ein Meteorstrom betrachtet. Erst genauere Untersuchungen ergaben, dass es sich um zwei separate Ströme handelt, welche nahtlos ineinander übergehen.